# Mernye
Mernye is een plaats (község) en gemeente in het Hongaarse comitaat Somogy. Mernye telt 1601 inwoners (2001).